# 小林古径
小林 古径（こばやし こけい、旧字:古徑、1883年〈明治16年〉2月11日 - 1957年〈昭和32年〉4月3日）は、大正時代から昭和時代にかけての日本画家。本名は茂（しげる）。

## 経歴
1883年（明治16年）、新潟県中頚城郡高田土橋町（現上越市）に生まれる。早期に家族を亡くし、1899年（明治32年）に上京して梶田半古に日本画を学ぶ。半古から古径の雅号を授かる。1914年（大正3年）第1回再興日本美術院展で入選、同人に推挙される。1922年（大正11年）から日本美術院留学生として、前田青邨と共に渡欧留学。翌1923年（大正12年）、大英博物館で中国・東晋の名画「女史箴図巻」（じょししんずかん）を模写している。「蚕の吐く糸のような」と評される線描が特色のこの中国古典を研究することによって、古径は東洋絵画の命である線描の技術を高めた。代表作「髪」は、このような古径の線描の特色をいかんなく発揮した名作である。簡潔に力強く描かれた線と単純な色彩で、髪の毛一本一本や美しく縁取られた顔の輪郭、半裸の女性の体温や皮膚の柔らかい感触まで、繊細に描き出している。「髪」は、裸体画として、日本で初めて切手のデザインとなった。
1935年（昭和10年）、帝国美術院の改革が行われると会員に選出されるも、翌年に示された平生改革案に反対して横山大観ら日本芸術院メンバーなどとともに会員を辞任する。さらに翌1937年（昭和12年）に帝国美術院が改組して帝国芸術院になると芸術院の会員となり、この年から始まった新文展の審査員に就任した。
1944年（昭和19年）、東京美術学校教授に就任。同年7月1日帝室技芸員となる。1951年（昭和25年）、文化勲章受章。1957年（昭和32年）4月3日、死去。4月9日、従三位勲二等旭日重光章を授与された（没時叙位叙勲）。
古径の住居として東京都大田区南馬込に建築された小林古径邸は、新潟県上越市の高田城址公園内に移築・復原され、「旧小林古径邸」として国の登録有形文化財に登録されている。古径は、「私が好きになるような家を建ててください。」と言っただけで一切注文を出さなかった、古径邸ができあがってもすぐには移り住まずに通ってきては眺めて楽しんだというエピソードが残っている。また、古径は絵画における写生の重要性を認識しており、庭の植物や庭で飼育した鳥などを写生したという。

## 代表作
| 『鶴と七面鳥』 1928年（昭和3年）紙本彩色 財団法人永青文庫蔵 |  | 『鶴と七面鳥』 1928年（昭和3年）紙本彩色 財団法人永青文庫蔵 |
| 『鶴と七面鳥』 1928年（昭和3年）紙本彩色 財団法人永青文庫蔵 |  |                                                             |

- 「闘草」（1907） 山種美術館蔵

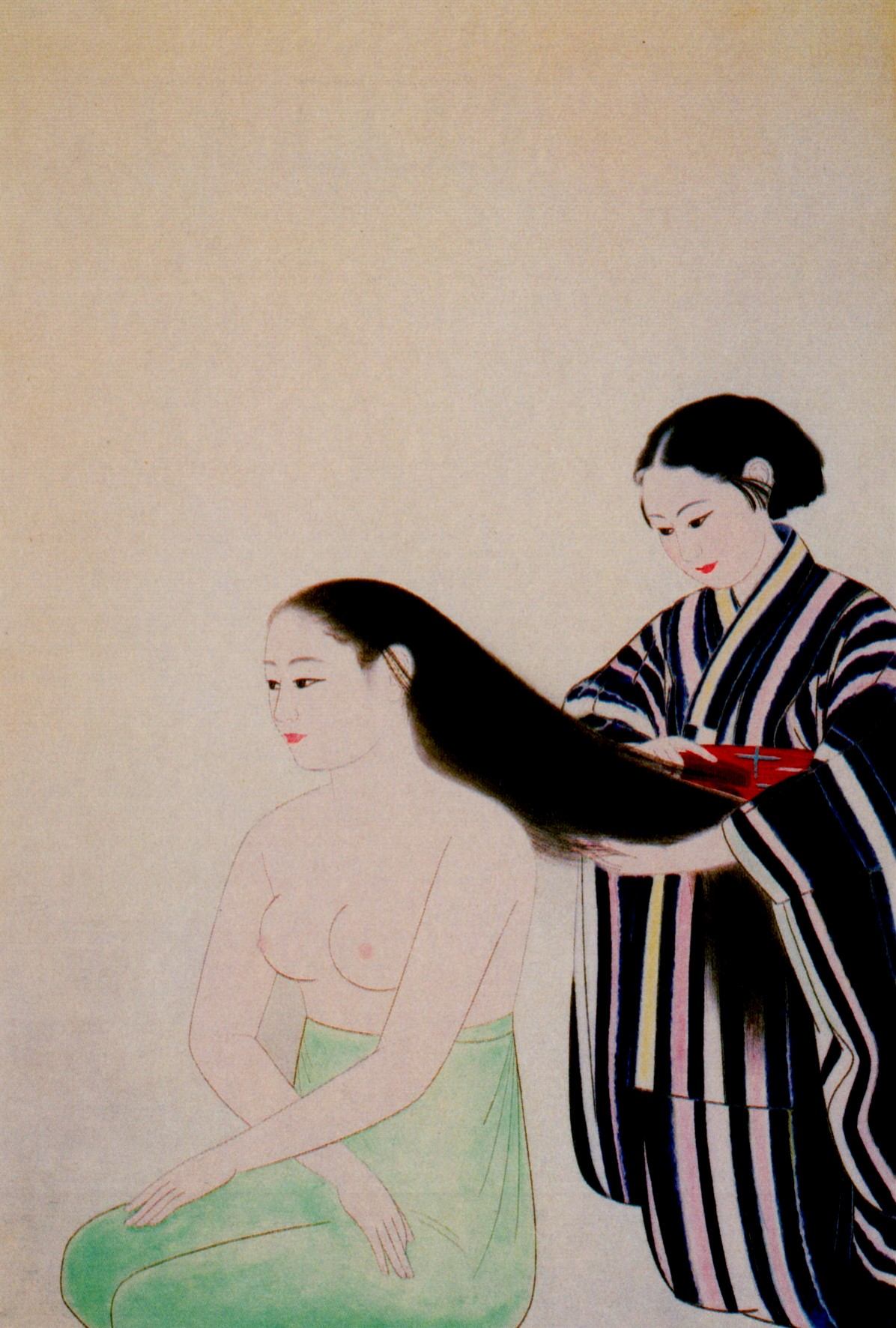
『髪』
1931年（昭和6年） 絹本彩色

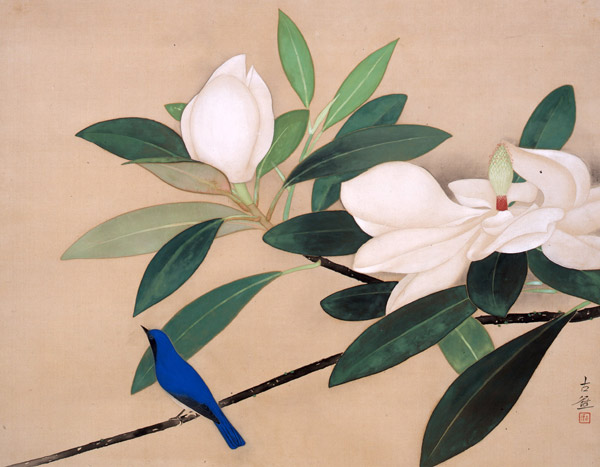
『白華小禽』
1935年（昭和10年） 絹本彩色

- 「加賀鳶」（1909） 東京国立近代美術館蔵
- 「極楽井」（1912） 東京国立近代美術館蔵
- 「極楽之井」（1912） 宮城県美術館蔵
- 「異端」（1914） 東京国立博物館蔵
- 「阿弥陀堂」（1915） 東京国立博物館蔵
- 「河風」（1915） 山種美術館蔵
- 「竹取物語」（1917） 京都国立近代美術館蔵
- 「いでゆ」（1918） 東京国立博物館蔵
- 「伊都岐島」（1920） 山種美術館蔵
- 「上宮太子」（1920） ニューオータニ美術館蔵
- 「罌粟」（1921） 東京国立博物館蔵
- 「機織」（1926） 東京国立近代美術館蔵
- 「琴」（1927） 京都国立近代美術館蔵
- 「木菟図」（1929） 大倉集古館蔵
- 「清姫（その6）日高川」（1930） 山種美術館蔵
- 「飛鴨」（1930） 新潟県立近代美術館蔵
- 「髪」（1931） 永青文庫蔵（熊本県立美術館寄託）、重要文化財
- 「蓮」（1932） 山種美術館蔵
- 「秋采」（1934） 山種美術館蔵
- 「孔雀」（1934） 永青文庫蔵
- 「双鳩」（1937） 東京国立近代美術館蔵
- 「唐蜀黍」（1939） 東京国立近代美術館蔵
- 「牡丹」（1939） メナード美術館蔵
- 「不動」（1940） 東京藝術大学大学美術館蔵
- 「馬郎婦」（1943） 東京国立近代美術館蔵
- 「紅梅」（1943） 東京国立近代美術館蔵
- 「牛」（1943） 山種美術館蔵
- 「富士」（1944） 東京国立近代美術館蔵
- 「楊貴妃」（1951） 足立美術館蔵
- 「菖蒲」（1952） 山種美術館蔵